# Massimo Franco
Pour les articles homonymes, voir Franco (homonymie).
Massimo Franco (né à Rome, le 6 novembre 1954) est un journaliste et essayiste italien.

## Carrière professionnelle
Massimo Franco est diplômé de jurisprudence de l'université de Rome « La Sapienza », il est chroniqueur, commentateur et envoyé politique du Corriere della Sera, après avoir travaillé comme éditorialiste pour Avvenire et comme envoyé du journal Il Giorno, puis de l'hebdomadaire Panorama.
Essayiste de renom, il est membre de l'International Institute for Strategic Studies de Londres (IISS), il travaille à l'émission Otto e mezzo sur LA7.
Ses articles et analyses sont publiés aussi dans la revue de géopolitique Limes, dans la revue française Études, dans le bimestriel de l'IISS Survival, et dans le quotidien Los Angeles Times.
Massimo Franco, qui vit à Rome, est marié avec Ilaria Angeli (copropriétaire avec son frère Stefano de la maison d'édition Franco Angeli) et a trois enfants. Jusqu'en 2011, il s'est intéressé aux questions touchant les relations entre l'État italien et le Vatican sur Comment is free, site en ligne du quotidien The Guardian de Londres. Actuellement, il travaille comme chroniqueur politique et commentateur auprès de la rédaction romaine du Corriere della Sera.

## Distinctions
- 2001: Premiolino.
- 2009: Prix Capalbio pour la politique[4] (pour son essai dédié à Giulio Andreotti).
- 2010: Prix Ernest Hemingway pour le journalisme - Commune de Lignano Sabbiadoro.
- 2010: Prix international pour le journalisme Alberico Sala.
- 2011: Amalfi International Media Award Biagio Agnes (pour son essai C'era una volta un Vaticano).
- 2011: Prix de Cultura Sabaudia.
- 2012: Prix Ischia comme journaliste de l'année.
- 2013: Prix littéraire Giovanni Boccaccio.
- 2014: Premiolino (comme commentateur du Corriere della Sera).
- 2014: Prix international du journalisme civil - Institut italien pour les études philosophiques de Naples.
- 2020: Riconoscimento Gianni Granzotto- Uno Stile nell'informazione.

## Œuvres
- Lobby: il parlamento invisibile. Candidati, gruppi di pressione e finanziamenti elettorali nell'America degli anni '80, Collezione Confronti e documenti, Milano, Edizioni del Sole 24 ore, 1988.
- Andreotti visto da vicino, Milano, Arnoldo Mondadori Editore, 1989,  (ISBN 978-88-043-3009-7).
- Tutti a casa. Il crepuscolo di mamma DC, Milano, Arnoldo Mondadori Editore, 1993,  (ISBN 978-88-043-6949-3).
- Hammamet, Collezione Piccole Frecce, Milano, Arnoldo Mondadori Editore, 1995,  (ISBN 978-88-044-0844-4).
- Il re della Repubblica. Il Quirinale negli anni della transizione, Collana I saggi, Milano, Baldini & Castoldi, 1997,  (ISBN 978-88-808-9327-1).
- I voti del cielo. La caccia all'elettorato cattolico, Collana I saggi, Milano, Baldini Castoldi, 2000,  (ISBN 978-88-808-9979-2).
- Polvere di spie. Intelligence, misteri ed errori nella caccia a Bin Laden, Collana I saggi, Milano, Baldini & Castoldi, 2002,  (ISBN 978-88-849-0192-7).
- Imperi paralleli. Vaticano e Stati Uniti: due secoli di alleanza e conflitto 1788-2005, Collezione Le Scie, Milano, Arnoldo Mondadori Editore, 2007,  (ISBN 978-88-045-2866-1). [traduit en anglais par Roland Flamini et publié aux États-Unis chez Random House en 2009 sous le titre de Parallel Empires]
  - Nouvelle édition augmentée et révisée, Imperi paralleli. Vaticano e Stati Uniti: oltre due secoli di alleanza e conflitto, Collana La Cultura n.1032, Milano, Il Saggiatore, 2016,  (ISBN 978-88-428-2256-1).
- Andreotti. La vita di un uomo politico, la storia di un'epoca, Milano, Arnoldo Mondadori Editore, 2008,  (ISBN 978-88-045-8150-5).
  - Nouvelle édition révisée, C'era una volta Andreotti. Ritratto di un uomo, di un'epoca e di un Paese, Collana Saggi, Milano, Solferino, 2019,  (ISBN 978-88-282-0115-1).
- C'era una volta un Vaticano. Perché la Chiesa sta perdendo peso in Occidente, Collezione Saggi, Milano, Arnoldo Mondadori Editore, 2010,  (ISBN 978-88-046-0469-3).
- La crisi dell'impero vaticano. Dalla morte di Giovanni Paolo II alle dimissioni di Benedetto XVI: perché la Chiesa è diventata il nuovo imputato globale, Collezione Frecce, Milano, Arnoldo Mondadori Editore, 2013,  (ISBN 978-88-046-2550-6). [traduit aux États-Unis chez Open Road]
- Il Vaticano secondo Francesco. Da Buenos Aires a Santa Marta: come Bergoglio sta cambiando la Chiesa e conquistando i fedeli di tutto il mondo, Collezione Saggi, Milano, Arnoldo Mondadori Editore, 2014,  (ISBN 978-88-046-3819-3). [traduit en espagnol et publié en Argentine par les éditions Aguilar du groupe Penguin-Random House en 2015 sous le titre de El Vaticano segùn Francisco]
- L'assedio- Come l'immigrazione sta cambiando il volto dell'Europa e la nostra vita quotidia
- L'enigma Bergoglio. La parabola di un papato, Milano, Solferino, 2020,  (ISBN 978-88-282-0420-6).
- Il monastero. Benedetto XVI, nove anni di papato-ombra, Milano, Solferino, 2022,  (ISBN 978-88-282-0877-8).

## Travaux éditoriaux
- Préface pour La morte dei dinosauri, par Sergio Valzania, Marsilio, Venezia, 2007.
- Sono postumo di me stesso. Potere, Vaticano, donne, Inferno e Paradiso negli aforismi di Giulio Andreotti, Milano, Mondadori, 2013.
- Bill Gates, Sono un ottimista globale. Conversazione con Massimo Franco, Milano, Il Saggiatore, 2017,  (ISBN 978-88-428-2324-7).